# Неодим
Неодим е химичен елемент, метал с атомен номер 60 и означение Nd. Принадлежи към групата на лантанидите. Открит е през 1885 година.

## Химически свойства
Неодимът е мек, сребристо бял метал, който бавно потъмнява на въздуха и изгаря напълно при температура от 150 °C с образуване на неодимов(III) оксид:
{\displaystyle {\ce {4Nd + 3O2->2Nd2O3}}}
Неодимът е силно електропозитивен метал. Той реагира бавно със студена и много по-бързо – с топла вода, като образува неодимов хидроксид:
{\displaystyle {\ce {2Nd + 6H2O->2Nd(OH)3 + 3H2}}}
Неодимът реагира също с всички халогенни елементи:
| {\displaystyle {\ce {2Nd + 3F2->2NdF3}}}   | (твърдо вещество с виолетов цвят)   |
| {\displaystyle {\ce {2Nd + 3Cl2->2NdCl3}}} | (твърдо вещество с бледоморав цвят) |
| {\displaystyle {\ce {2Nd + 3Br2->2NdBr3}}} | (твърдо вещество с виолетов цвят)   |
| {\displaystyle {\ce {2Nd + 3I2->2NdI3}}}   | (твърдо вещество със зелен цвят)    |
Неодимът лесно се разтваря в разредена сярна киселина и образува разтвори с цвета на лилавия Nd(III) йон, в които съществува под формата на [Nd(OH2)9]3+ комплекси:
{\displaystyle {\ce {2Nd + 3H2SO4 -> 2Nd^3+ + 3SO4^2- + 3H2}}}